# Tossal del Purgatori
El Tossal del Purgatori és una muntanya de 408,6 metres que es troba al municipi de Tàrrega, a la comarca catalana de l'Urgell.